# 雀斯
雀斯，切斯 或者 蔡斯（Chase）可以指：

## 人物
- 大衛·雀斯（英語：David Chase，1945年8月22日－），美國編劇、導演和電視製片人。
- 安娜貝斯·雀斯（（英語：Annabeth Chase），里克·賴頓的奇幻小說《波西·傑克遜》系列及其續集《混血英雄》系列的主角。
- 切維·切斯（英語：Cornelius Crane "Chevy" Chase；1943年10月8日－），美國喜劇演員、演員和作家。
- 塞缪尔·蔡斯（英語：Samuel Chase，1741年4月17日－1811年6月19日），美國政治家。
- 萨蒙·波特兰·蔡斯（英語：Salmon Portland Chase，1808年1月13日 - 1873年5月7日），美國政治家、法學家。
- 科林·罗伯特·蔡斯（英語：Colin Robert Chase，1935年2月5日－1984年10月13日），美國學者。
- 蔡斯 (美國陸軍將領)（英語：William Curtis Chase, 1895年3月9日－1986年8月21日），美國陸軍退役少將。
- 瑪莎·蔡斯（英語：Martha Cowles Chase，1927年8月8日－2003年8月27日），美國生物學家。

|  | 本页或本分段罗列了姓氏为「雀斯」的人物。 如果是一个指代特定个人的内链将您引导到本页，請考慮修正該人物的名字以將链接指向正確的條目。 |